# Liste der Naturdenkmale in Pottum
Die Liste der Naturdenkmale in Pottum nennt die im Gemeindegebiet von Pottum ausgewiesenen Naturdenkmale (Stand 13. Juni 2024).

## Ehemalige Naturdenkmale
| Nr. | Bezeichnung          | Lage                                               | Beschreibung                                                      | Bild                                    |
| --- | -------------------- | -------------------------------------------------- | ----------------------------------------------------------------- | --------------------------------------- |
|     | Einzelstehende Linde | nördlich des Ortes an der K 56; Flur Altbrach Lage | Tilia sp.; Rechtsverordnung vor 2009 aufgehoben                   | Direkt Bild zu diesem Denkmal hochladen |
|     | Drei-Kaiser-Eiche    | nördlich des Ortes; Flur Heckenwies Lage           | Quercus sp., 1888 gepflanzt; Rechtsverordnung vor 2009 aufgehoben | Direkt Bild zu diesem Denkmal hochladen |